# Rhithrodytes bimaculatus
Rhithrodytes bimaculatus is een keversoort uit de familie waterroofkevers (Dytiscidae). De wetenschappelijke naam van de soort is voor het eerst geldig gepubliceerd in 1852 door Dufour.